# Kamen Rider Drive
Kamen Rider Drive (仮面ライダードライブ Kamen Raidā Doraibu) là một bộ phim truyền hình Nhật Bản thuộc thể loại tokusatsu, phần thứ 16 trong thời kì Heisei, phần thứ 25 của loạt phim. Sanjo Riku trở lại với Kamen Rider Series và làm biên kịch, với Tasaki Ryuta là đạo diễn. Phim được công chiếu lần đầu trên TV Asahi và chiếu trên toàn quốc vào 5 tháng 10 năm 2014, tiếp diễn màn kết của bộ trước là Kamen Rider Gaim, và kết hợp với Ressha Sentai ToQger và Shuriken Sentai Ninninger trong Super Hero Time

## Cốt truyện
6 tháng trước, trên thế giới xảy ra một hiện tượng kì lạ mang tên "Global Freeze" (Đóng băng toàn cầu). Các Roidmude xuất hiện và hủy diệt các thành phố ở Nhật Bản nhưng được những thiết bị trông như những chiếc xe đồ chơi gọi là "Shift Car" ngăn chặn. Hiện tượng này đã dấy lên nỗi lo sợ cho người dân, và họ gọi hiện tượng đó là "Biến động trọng lực". 6 tháng sau, Tomari Shinnosuke - một cảnh sát - tình cờ nhận được một chiếc thắt lưng kì lạ biết nói có tên Drive Driver. Với sự trợ giúp của Drive Driver và những Shift Car, những chiếc xe tí hon có thể đả bại Roidmude, Shinnosuke trở thành Kamen Rider Drive và thực hiện nhiệm vụ giải cứu thế giới.

## Nhân vật
Trong TV show:
| Kamen Rider Drive       | Tomari Shinnosuke  |
| Kamen Rider Mach        | Shijima Gou        |
| Kamen Rider Proto-Drive | Chase (Proto-Zero) |
| Kamen Rider Chaser      | Chase (Proto-Zero) |
| Gold Drive              | Banno Tenjuro      |

Trong movie:
| Kamen Rider Lupin       | Tojo Zoruku ►◄ Roidmude 100                    |
| Kamen Rider 3           | Kuroi Kyoichiro                                |
| Kamen Rider 4           | Kamen Rider 4                                  |
| Kamen Rider Faiz        | Great Leader of Shocker                        |
| Kamen Rider Drive       | Shijima Kiriko(temporarily)                    |
| Kamen Rider Dark Drive  | Tomari Eiji ► Paradox (Roidmude 108)/Autopilot |
| Kamen Rider Chaser Mach | Shijima Go& Chase                              |
| Kamen Rider Mach Chaser | Shijima Go& Chase                              |
| Kamen Rider Heart       | Heart/Brain & Medic                            |
| Kamen Rider Brain       | Brain                                          |
| Kamen Rider Zero Drive  | Tomari Shinnosuke                              |
| Kamen Rider Gold Drive  | Banno Tenjuro                                  |
| Kamen Rider Fake Drive  | Roidmude 027                                   |

- Tomari Shinnosuke (泊 進ノ介 (Bạc Tiến Dã Giới) Tomari Shinnosuke?) / Kamen Rider Drive (仮面ライダードライブ Kamen Raidā Doraibu?):

Shinnosuke là cảnh sát thuộc đội phòng chống tội phạm đặc biệt. Trong ngày Global Freeze, khi mọi thứ dường như đông cứng ngoài tầm kiểm soát, anh bị cướp cò và bắn nổ bình ga khiến đồng đội của anh là Hayase bị thương nặng. Day dứt vì điều đó, anh luôn tỏ ra chán nản và uể oải khi đi làm, và hay trốn việc (mà theo như Belt-san là "động cơ" của anh chưa được khởi động và "vào số"). Belt-san chọn anh làm Kamen Rider Drive, với mục tiêu chống lại tội phạm và Roidmude, ngăn chặn Global Freeze lần 2.
- Belt-san (ベルトさん Beruto-san?):

Belt-san tên thật là Krim Steinbelt (クリム・スタインベルト Kurimu Sutainberuto), khi còn sống ông là một nhà khoa học, cộng tác với Banno tạo ra Roidmude. Tuy nhiên chứng kiến sự độc ác của Banno khi hành hạ Heart, ông cắt đứt với hắn và rời khỏi project về Roidmude. Ông chết khi Heart cùng đồng bọn tấn công nhà mình, nhưng trước khi chết ông đã mã hóa mình vào Drive Driver (ドライブドライバー Doraibu Doraibā) - thắt lưng biến thân của Proto-Drive (Chase) và của Drive (Shinnosuke) sau này. Do vậy ông vẫn có thể "sống" dưới dạng cái thắt lưng. Khi Shinnosuke biến thân thành Drive type Tridoron, ông có thể "cầm lái" thay anh (điều khiển cơ thể của anh để chiến đấu).
- Shijima Gou (詩島 剛 (Thi Đảo Cương) Shijima Gō?) / Kamen Rider Mach (仮面ライダーマッハ Kamen Raidā Mahha?):

Gou là em trai của Kiriko. Cậu di cư ở Mỹ từ bé và quay trở về với tư cách là Kamen Rider Mach. Với sự thù ghét tận cùng về Roidmude, cậu thường tỏ vẻ bất cần khi tiếp xúc với Chase. Để đi tìm sự thật về bố mình - Banno và Roidmude, cậu đã giả vờ sang phe của Heart và cướp lại được tablet mã hóa Banno. Nhưng về sau nhận ra bị Banno lợi dụng, và Chase hy sinh cho mình, cậu ân hận và tức giận, đánh bại Banno.
- Chase (チェイス Cheisu?) / Kamen Rider Chaser (仮面ライダーチェイサー Kamen Raidā Cheisā?):

Chase là Roidmude mã 000, hay còn gọi là Proto-Zero (プロトゼロ purotozero). Anh copy một cảnh sát giao thông tên là Kano Kouichi. Anh là Roidmude đầu tiên được tạo ra, với nhiệm vụ bảo vệ con người. Khi Global Freeze xảy ra, Belt-san đã cùng anh trở thành Kamen Rider Proto-Drive (仮面ライダープロトドライブ Kamen Raidā Puroto Doraibu) chống lại Roidmude. Mặc dù đã giải quyết được Global Freeze, tuy nhiên anh đã bị Heart đánh bại. Heart cùng Brain và 001 tẩy não anh để anh trở thành Machine Chaser (魔進チェイサー Mashin Cheisā) để bảo vệ Roidmude và tiêu diệt Drive. Khi anh bị Drive đánh bại và sắp chết, Kiriko đã hồi sinh lại cho anh. Sau khi lấy lại trí nhớ và được Rinna chế tạo ra Chaser Signal Bike và Driver mới dựa theo Driver của Mach, anh biến thân thành Kamen Rider Chaser. Anh không bao giờ cười (trừ lúc chụp hình bằng lái xe), luôn muốn trở nên thân thiết với con người, đặc biệt là Gou, và có cảm giác thất tình với Kiriko khi biết cô thích Shinnosuke. Anh hy sinh khi bảo vệ Gou khỏi sự kết liễu của Banno. Và điều đó làm Gou ân hận suốt đời vì khi còn sống cậu đã không coi anh là bạn. 
- Shijima Kiriko (詩島 霧子 (Thi Đảo Vụ Tử) Shijima Kiriko?):

Kiriko là đồng nghiệp của Shinnosuke, và là chị gái của Gou. Cô ít khi cười, luôn theo sát Shinnosuke và có thể chiến đấu một cách mạnh mẽ, khiến Shinnosuke luôn cảm thấy "sợ ăn đòn" khi ở bên cạnh. Tuy bề ngoài 2 người có vẻ không ưa nhau, nhưng họ lại có tình cảm với nhau. Trong ngày xảy ra Global Freeze, cô được Chase (đang là Proto-Drive) cứu, vì thế khi Chase (đang là Machine Chaser) bị gần như sắp chết sau khi thua Drive, cô đã hồi sinh lại cho anh. Sau này, Kiriko kết hôn với Shinnosuke. Họ có một đứa con trai tên là Tomari Eiji (泊 英志 (Bạc Anh Chí) Tomari Eiji). 
- Sawagami Rinna (沢神 りんな (Trạch Thần Lẫm Nại) Sawagami Rinna?):
- Saijou Kyuu (西城 究 (Tây Thành Cứu) Saijō Kyū?)
- Honganji Jun (本願寺 純 (Bản Nguyện Tự Thuần) Honganji Jun?):
- Otta Genpachirou (追田 現八郎 (Truy Điền Hiện Bát Lang) Otta Genpachirō?)
- Banno Tenjurou (蛮野 天十郎 (Man Dã Thiên Thập Lang) Banno Tenjurō?) / Gold Drive (ゴルドドライブ Gorudo Doraibu?):

Các Roidmude:
- 002 - Heart (ハート Hāto?):
- 003 - Brain (ブレン Buren?):
- 009 - Medic (メディック Medikku?):

## Tập phim
Các tập phim của Kamen Rider Drive đều là câu hỏi, với từ để hỏi được viết đậm để nhấn mạnh:
1. Tại sao thời gian của tôi lại ngưng? (俺の時間はなぜ止まったのか Ore no jikan wa naze tomatta no ka?)
2. Kamen rider là cái gì? (仮面ライダーとはなにか Kamen Raidā to wa nani ka?)
3. Ai đã đánh cắp nụ cười của cô ấy? (だれが彼女の笑顔を奪ったのか Dare ga kanojo no egao o ubatta no ka?)
4. Kẻ truy nã kiêu hãnh đang nghĩ điều gì? (誇り高き追跡者はなにを思うのか Hokori-takaki tsuiseki-sha wa nani o omou no ka?)
5. Băng cường đạo thép đang nhắm cái gì? (鋼の強盗団はなにを狙うのか Hagane no gōtō-dan wa nani o nerau no ka?)
6. Người chiến sĩ đang chiến đấu vì ai? (戦士はだれのために戦うのか Senshi wa dare no tame ni tatakau no ka?)
7. Khoảnh khắc quyết định được chụp ảnh như thế nào? (決定的瞬間はいかに撮影されたのか Kettei-teki shunkan wa ika ni satsuei-sareta no ka?)
8. Bí mật họ giấu trong lòng là cái gì? (その胸に宿る秘密とはなにか Sono mune ni yadoru himitsu to wa nani ka?)
9. Làm thế nào để tôi trở thành Cool Body? (どうすればクールボディになれるのか Dō sureba Kūru Bodi ni nareru no ka?)
10. Có chuyện gì với quá khứ của Belt? (ベルトの過去になにがあったのか Beruto no kako ni nani ga atta no ka?)
11. Người bảo vệ đêm thánh hắc ám là ai? (暗黒の聖夜を防ぐのはだれか Ankoku no seiya o fusegu no wa dare ka?)
12. Kamen rider màu trắng đến từ đâu? (白い仮面ライダーはどこから来たのか Shiroi Kamen Raidā wa doko kara kita no ka?)
13. Em trai tôi tại sao không thể dừng lại? (私の弟にはなぜブレーキがないのか Watashi no otōto ni wa naze burēki ga nai no ka?)
14. Bóng tối nhắm tới cô ấy là ai? (彼女を狙う黒い影はだれか Kanojo o nerau kuroi kage wa dare ka?)
15. Những cảm xúc đến với bạn là khi nào? (その想いが届くのはいつか Sono omoi ga todoku no wa itsu ka?)
16. Sawagami Rinna tại sao lại sầu não đến vậy? (沢神りんなはなぜソワソワしていたのか Sawagami Rinna wa naze sowa-sowa-shite ita no ka?)
17. Người kiểm soát được Dead Heat là ai? (デッドヒートを制するのはだれか Deddo Hīto o seisuru no wa dare ka?)
18. Tại sao thanh tra Otta lại truy lùng hắn? (なぜ追田警部補はそいつを追ったのか Naze Otta keibuho wa soitsu o otta no ka?)
19. Điều gì sẽ phán xét người cảnh sát? (なにが刑事を裁くのか Nani ga keji o sabaku no ka?)
20. Saijou Kyuu từ khi nào trở thành Roidmude? (西城究はいつからロイミュードだったのか Saijō Kyū wa itsu kara Roimyūdo datta no ka?)
21. Những người chết bất thường tiết lộ điều gì? (不揃いの死者たちはなにを語るのか Fuzoroi no shisha-tachi wa nani o kataru no ka?)
22. Làm thế nào để có thể chiến đấu bằng F1 Body? (F1ボディでどうやって戦えばいいのか Efu Wan Bodi de dōyatte tatakaeba ii no ka?)
23. Người có thể ngăn được nụ cười hiểm ác ấy là ai? (悪戯な笑みを止めるのはだれか Itazura na emi o tomeru no wa dare ka?)
24. Điều gì khiến Mach có thể tiếp tục? (なにがマッハを走らせるのか Nani ga Mahha o hashiraseru no ka?)
25. Cuộc chiến mới tại sao lại bắt đầu? (新たなる闘いはなぜ始まったのか Aratanaru tatakai wa naze hajimatta no ka?)
26. Chaser sẽ hướng tới nơi nào ? (チェイサーはどこへ向かうのか Cheisā wa doko e mukau no ka?)
27. Lý do mà Shijima Gou chiến đấu là cái gì? (詩島剛が戦う理由はなにか Shijima Gō ga tatakau riyū wa nani ka?)
28. Tại sao các gia đình lại được nhắm tới? (なぜ家族は狙われたのか Naze kazoku wa merawareta no ka?)
29. Thực sự đã có chuyện gì tại vụ cướp ? (強盗事件で本当はなにがあったのか Gōtō jiken de hontō wa nani ga atta no ka?)
30. Ai tiết lộ ra thủ phạm thực sự? (真犯人を語るのはだれか Shin hannin o kataru no wa dare ka?)
31. Những ký ức quan trọng tại sao lại biến mất? (大切な記憶はどうして消されたのか Taisetsu na kiyoku wa doushite kesareta no ka?)
32. Điều dành chờ cho sự tiến hoá cuối cùng là cái gì? (進化の果てに待つものはなにか Shinka no hate ni matsu mono wa nani ka?)
33. Ai đã lấy đi sinh mạng của Tomari Shinnosuke? (だれが泊進ノ介の命を奪ったのか Dare ga Tomari Shinnosuke no inochi o ubatta no ka?)
34. Ai đã lấy đi sinh mạng của Tomari Eisuke? (だれが泊英介の命を奪ったのか Dare ga Tomari Eisuke no inochi o ubatta no ka?)
35. Cuộc vây bắt tại sao lại xảy ra? (ろう城事件はなぜ起きたのか Rōjyō jiken wa naze okita no ka?)
36. Viên đạn sẽ đưa công lý đến đâu? (銃弾はどこに正義を導くのか Jūdan wa doko ni seigi wo michibiku no ka?)
37. Ai là người nhắm đến hương vị tối thượng? (究極の味覚を狙うのはだれか Kyūkyoku no mikaku wo merau no wa dare ka?)
38. Ác ma tại sao lại tiếp tục muốn tiến hóa? (悪魔はなぜ進化を求め続けるのか  Akuma wa naze shinka wo motome tsutsukeru no ka?)
39. Khi nào lốc xoáy bắt cóc sẽ đến tấn công? (旋風の誘拐犯はいつ襲って来るのか Senpū no yūkai-han wa itsu osotte kuru no ka?)
40. 2 người thiên tài khoa học tại sao lại đối đầu? (2人の天才科学者はなぜ衝突したのか Futari no tensai kagaku-sha wa naze shōtotsu-shita no ka?)
41. Drive hoàng kim đã được sinh ra như thế nào? (黄金のドライブはどうやって生まれたのか Ōgon no Doraibu wa dōyatte umareta no ka?)
42. Sự thật của nữ thần có tại đâu? (女神の真実はどこにあるのか Megami no shinjitsu wa doko ni aru no ka?)
43. Global Freeze thứ hai khi nào sẽ xảy ra? (第二のグローバルフリーズはいつ起きるのか Dai-ni no Gurōbaru Furīzu wa itsu okiru no ka?)
44. Ai là người yêu quý Heart nhất? (だれがハートを一番愛していたか Dare ka Hāto o ichi-ban ai-shite ita no ka?)
45. Ước mơ cuối cùng của Roimude là điều gì? (ロイミュードの最後の夢とはなにか Roimyūdo no saigo no yume wa nani ka?)
46. Tại sao họ lại phải chiến đấu? (彼らはなぜ戦わなければならなかったのか Karera wa naze tatakawanareba naranakatta no ka?)
47. Bạn tôi ơi, cậu sẽ giao phó tương lai cho ai? (友よ、君はだれに未来を託すのか Tomo yo, kimi wa dare ni mirai wo takusu no ka?)
48. Tập cuối (phần đặc biệt): Vụ án Ghost (最終話（特別編）ゴーストの事件 Saishūwa (Tokubetsu-hen) Gōsuto no jiken?)

## Phim
Kamen Rider X Kamen Rider Drive & Gaim: Movie War Full Throttle
Kamen Rider Drive: Surprise Future
Super Hero Taisen GP: Kamen Rider 3
Kamen Rider 4

## Drive Saga
KAMEN RIDER DRIVE SAGA: KAMEN RIDER CHASER
KAMEN RIDER DRIVE SAGA 2: HEART & MACH

## Phân vai
- Tomari Shinnosuke (泊 進ノ介?): Takeuchi Ryōma (竹内 涼真?)
- Shijima Kiriko (詩島 霧子?): Uchida Rio (内田 理央?)
- Chase (チェイス Cheisu?), Kano Kōichi (狩野 洸一? ep.47): Katōno Taikō (上遠野 太洸?)
- Shijima Gō (詩島 剛?): Inaba Yū (稲葉 友?)
- Sawagami Rinna (沢神 りんな?): Yoshii Rei (吉井 怜?)
- Saijō Kyū (西城 究?), Roidmude 072 (ロイミュード072 Roimyūdo Zero-nana-ni?, ep.20): Hamano Kenta (浜野 謙太?)
- Otta Genpachirō (追田 現八郎 Otta Genpachirō?): Imata Taira (井俣 太良?)
- Krim Steinbelt (Belt-san) (クリム・スタインベルト (ベルトさん) Kurimu Sutainberuto (Beruto-san)?), Roidmude 004 (ロイミュード004 Roimyūdo Zero-zero-yon?), Lồng tiếng Drive Driver, Tiếng dẫn truyện: Chris Peppler (クリス・ペプラー Kurisu Pepurā?)
- Brain (ブレン Buren?), Kineta Mitsuharu (杵田 光晴? ep.43): Matsushima Shōta (松島 庄汰?)
- Medic (メディック Medikku?), Hatori Misuzu (羽鳥 美鈴? ep.41-42): Baba Fumika (馬場 ふみか?)
- Heart (ハート Hāto?), Businessman (ep.40): Warabino Tomoya (蕨野 友也?)
- Hayase Akira (早瀬 明?): Takiguchi Yukihiro (滝口 幸広?)
- Harley Hendrickson (ハーレー・ヘンドリクソン Hārē Hendorikuson?): Ōtsuki Ulf (大月 ウルフ Ōtsuki Urufu?)
- Tomari Eisuke (泊 英介?): Tareyanagi (たれやなぎ?)
- Nira Mitsuhide (仁良 光秀?): Iida Kisuke (飯田 基祐?)
- Makage Sōichi (真影 壮一?): Horiuchi Masami (堀内 正美?)
- Banno Tenjūrō (蛮野 天十郎?), Sigma Circular (シグマサーキュラー Shiguma Sākyurā?, Voice, 46-47): Morita Masakazu (森田 成一?)
- Honganji Jun (本願寺 純?): Kataoka Tsurutarō (片岡 鶴太郎?)

### Khách mời
- Kisaragi Niina (如月 仁奈? 2, 13, 14): Isaka Hitomi (井坂 仁美? of Kamen Rider Girls)
- Yamabuki Satsuki (山吹 沙月? 2, 13, 14): Endō Mitsuki (遠藤 三貴? of Kamen Rider Girls)
- Asaya Kazuhiro (浅矢 一広? 3, 4): Lou Oshiba (ルー大柴 Rū Ōshiba?)
- Crush (クラッシュ Kurasshu?, 4-6): HIRO (of Yasuda Dai Circus)
- Roidmude 060 (ロイミュード060 Roimyūdo Zero-roku-zero?, 5): Danchō Yasuda (団長安田? of Yasuda Dai Circus)
- Roidmude 074 (ロイミュード074 Roimyūdo Zero-nana-yon?, 5, 6): Kuro-chan (クロちゃん? of Yasuda Dai Circus)
- Kuramochi Mitsuru (倉持 満? 5, 6): Mizuno Tomonori (水野 智則?)
- Ichikawa Yūzō (市川 勇蔵? 5, 6): Yamamoto Kōhei (山本 康平?)
- Takasugi Kenta (高杉 憲太? 6-8): Uchino Kenta ( 内野 謙太?)
- Kusaka Shunsuke (久坂 俊介? 6-8): Nagaoka Takuya (永岡 卓也?)
- Nishihori Kōya (西堀 光也? 11): Nomaguchi Tōru (野間口 徹?)
- Gunman (ガンマン Ganman?, 12, 13): Bernard Ackah (ベルナール・アッカ Berunāru Akka?)
- Nanao Rira (七尾 リラ? 14, 15): Suenaga Haruka (末永 遥?)
- Nikaidō Hiroki (二階堂 弘樹? 15): Mikami Masashi (三上 真史?)
- Amagi Shū (甘城 秀? 16): Matsunaga Hiroshi (松永 博史?)
- Mogi Takurō (茂木 拓郎? 23, 24): Takeshi Naoki (武子 直輝?)
- Kamen Rider Ghost (仮面ライダーゴースト Kamen Raidā Gōsuto?, Voice, 47-48): Nishime Shun (西銘 駿?)
- Yurusen (ユルセン? Voice, 48): Yūki Aoi (悠木 碧?)
- Okamura Keisuke (岡村 敬助? 48): Takano Hassei (高野 八誠?)

## Bài hát
Nhạc đầu
- SURPRISE-DRIVE
- Lời: Fujibayashi Shōko
- Sáng tác & Biên soạn: tatsuo
- Nghệ sĩ: Matsuoka Mitsuru

Nhạc kết
- "Full throttle"
  - Lời: Fujibayashi Shōko
  - Sáng tác & Biên soạn: tatsuo (of everset)
  - Nghệ sĩ: S.S.P.D. ~Steel Sound Police Dept~
  - Tập phim: 13, 14, 16, 17, 19, 24, 46
- "Don't lose your mind"(tạm dịch là 'Đừng đánh mất niềm tin')
  - Lời: Fujibayashi Shōko
  - Sáng tác & biên soạn: tatsuo (of everset)
  - Nghệ sĩ: S.S.P.D. ~Steel Sound Police Dept~
  - Tập phim: 15, 16, 18, 30
- "UNLIMITED DRIVE"
  - Lời: Fujibayashi Shōko
  - Sáng tác: DJ Hurrykenn
  - Biên soạn: Ryo (of defspiral)
  - Nghệ sĩ: Kamen Rider Girls
  - Tập phim: 33, 34
- "Spinning Wheel"
  - Lời: Fujibayashi Shōko
  - Sáng tác & Biên soạn: Naruse Shuhei
  - Nghệ sĩ: Tomari Shinnosuke, Shijima Go & Chase (Takeuchi Ryoma, Inaba Yu & Katono Taiko)
  - Tập phim: 36, 38, 40, 45